# Flora i Maria
Flora i Maria (zm. 24 listopada 851) – dziewice i męczennice chrześcijańskie z Kordoby, święte Kościoła katolickiego.
Obie kobiety pochodziły z mieszanych rodzin chrześcijańsko-muzułmańskich.
Śmierć męczeńską poniosły w czasach prześladowania chrześcijan przez saraceńskich  Maurów, którzy opanowali ówczesną Hiszpanię. Stając w obronie wiary chrześcijańskiej, odrzucając islam, jako wiarę pogańską, zostały aresztowane i osadzone w więzieniu z prostytutkami. Tam poznały św. Eulogiusza z Kordoby. Obie kobiety zostały w 851 ścięte na placu przed bramą do pałacu kalifa.
Zostały opisane w Pamiętnikach Świętych (łac. Memorialis Sanctorum ) św. Eulogiusza, który spisał ich historię, a następnie sam został stracony.
Relikwie głów obu męczennic umieszczono w bazylice św. Acisclo. Obecnie czczone są w bazylice św. Piotra w Kordobie.
Ich wspomnienie liturgiczne w Kościele katolickim obchodzone jest w dies natalis.